# Placa de les Shetland

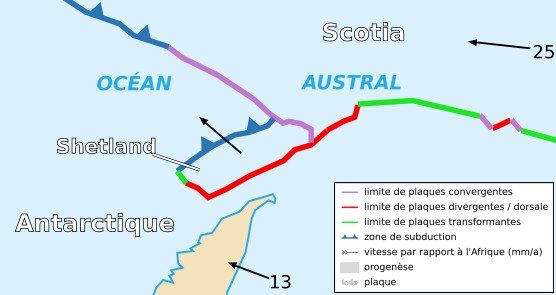
Mapa de la Placa de Shetland i les plaques veïnes (en francès)

La Placa de les Shetland és una  microplaca tectònica de la litosfera del planeta Terra. La seva superfície és de 0.00178 estereoradiants. En general s'associa amb la Placa antàrtica.
Es troba al Passatge de Drake, a cavall entre l'oceà Atlàntic i l'oceà Pacífic,de la qual cobreix una petita part així com les Illes Shetland del Sud.
La placa de les Shetland està en contacte amb les plaques de Scotia i l'Antàrtida.
El desplaçament de la placa de les Shetland és una velocitat de rotació de 0,8558° per milió d'anys en un pol d'Euler als 63 ° 12 'latitud nord i els 97 ° 08' de longitud oest (referència: Placa pacífica).